# Meneghinita
La meneghinita es un mineral de la clase de los minerales sulfuros. Fue descubierta en 1852 en una mina de la localidad de Stazzema en la provincia de Lucca, región de Toscana (Italia), siendo nombrada así en honor de Giuseppe Meneghini, científico italiano que primero describió este mineral.

## Características químicas
Es un sulfuro-antimoniuro de plomo y cobre. La memeghinita sintética puede estar libre de cobre.

## Formación y yacimientos
Es un mineral raro de encontrar, que aparece en vetas formadas por alteración hidrotermal, así como en yacimientos de minerales sulfuros de metamorfismo de contacto.
Suele encontrarse asociado a otros minerales como: galena, calcopirita, esfalerita, bournonita, cubanita, pirita, pirrotita, boulangerita, jamesonita, franckeíta, tetraedrita o gudmundita.